# 夕暮れはLove Song
「夕暮れはLove Song」（ゆうぐれはラブソング）は、1984年1月21日に発売された原真祐美の通算4枚目のシングル。

## 収録曲
- 全曲作詞：三浦徳子／編曲：鷺巣詩郎

1. 夕暮れはLove Song (3分34秒)
作曲：林哲司
2. 涙色のメモリー (3分33秒)
作曲：小杉保夫